# توندلا
توندلا (پرتغالی: Tondela) یکی از شهرهای کشور پرتغال است.